# Anisothecium gracillimum
Anisothecium gracillimum är en bladmossart som beskrevs av C. Müller in Beckett 1894. Anisothecium gracillimum ingår i släktet Anisothecium och familjen Dicranaceae. Inga underarter finns listade i Catalogue of Life.